# Ricardo Gastón del Carmen Labougle Carranza
Ricardo Gastón del Carmen Labougle Carranza (Buenos Aires, 29 de agosto de 1894 - íb. 1981) fue un abogado, docente y diplomático argentino.

## Biografía
Ricardo Labougle Carranza era hijo de Luisa Carranza Mármol y Adolfo Labougle Lagraña (1858-1926). Entre sus 10 hermanos incluyen a los también diplomáticos Eduardo Labougle Carranza y Raúl Labougle Carranza. Estudió derecho en la Universidad de Buenos Aires. Se casó el 15 de noviembre de 1927 con Ema María Guillermina Frers Nicholson. De 1939 a 1942 fue titular de una cátedra en derecho en la Universidad de Buenos Aires.
El 15 de octubre de 1943, un grupo de personalidades políticas y figuras universitarias firmaron un manifiesto sobre "democracia efectiva" y "solidaridad estadounidense". El gobierno militar surgido de la Revolución del 43 dispuso que todos los firmantes sean destituidos de sus cargos. Tras ello Alfredo Lorenzo Palacios renunció al rectorado de la Universidad Nacional de La Plata (UNLP), negándose a hacer cumplir las cesantías ordenadas, siendo reemplazado por Ricardo Labougle Carranza. En 1945 la UNLP fue intervenida, siendo Labougle Carranza reemplazado por Benjamín Villegas Basavilbaso.
Entre 1946 y 1950 fue embajador argentino en Londres. Durante su cargo ocurrió la denominada «Gira del Arco Iris» de la primera dama Eva Perón, en la cual ella no logró realizar una visita oficial al gobierno británico, ya que la familia real se encontraba en Escocia.